# Ptychomitrium nigrescens
Ptychomitrium nigrescens là một loài rêu trong họ Ptychomitriaceae. Loài này được (Kunze) Wijk & Margad. mô tả khoa học đầu tiên năm 1959.